# Танцы со звёздами (Россия)
«Танцы со звёздами» — танцевальное телешоу, стартовавшее на телеканале «Россия» в 2006 году. Российская версия английской программы BBC «Strictly Come Dancing».

## О программе
В шоу участвуют пары, каждая из которых состоит из профессионального танцора и звезды телеэкрана, кинематографа, театра и тому подобное.
Все профессиональные танцоры — члены Русского танцевального союза (РТС), президент которого Станислав Попов являлся бессменным председателем жюри первые шесть сезонов. В седьмом сезоне председателем жюри была Елена Чайковская, в восьмом — Олег Меньшиков, в девятом — Сергей Филин. В десятом сезоне председателем жюри стал вернувшийся в программу Станислав Попов. В одиннадцатом и двенадцатом сезоне формального председателя жюри не было, хотя председателем («главным словом») считался Николай Цискаридзе, о чём говорил и ведущий проекта Андрей Малахов в первом выпуске 12 сезона.
После выступления каждой пары жюри выставляет оценки.
После очередного выпуска телешоу начинается голосование телезрителей — телефонными звонками (в первых сезонах) либо посылкой SMS-сообщений (в 10 сезоне существовала возможность голосовать через официальный сайт программы). Оценка публики суммируется с оценкой профессионалов. Пара, которая набрала наименьшее количество баллов, покидает шоу. В финальной передаче сезона определяется победитель.

## Сезоны
За всю историю было выпущено 13 сезонов шоу.
| Сезон | Период трансляции            | Победители         | Победители           | Ведущие              | Ведущие             | Члены жюри         | Члены жюри          | Члены жюри        | Члены жюри         | Члены жюри     |
| Сезон | Период трансляции            | Победители         | Победители           | Ведущие              | Ведущие             | 1                  | 2                   | 3                 | 4                  | 5              |
| ----- | ---------------------------- | ------------------ | -------------------- | -------------------- | ------------------- | ------------------ | ------------------- | ----------------- | ------------------ | -------------- |
| 1     | 14 января — 5 марта 2006     | Мария Ситтель      | Владислав Бородинов  | Анастасия Заворотнюк | Юрий Николаев       | Станислав Попов    | Ирина Винер         | Владимир Андрюкин | Валентин Гнеушев   |                |
| 2     | 6 ноября — 31 декабря 2006   | Анна Снаткина      | Евгений Григоров     | Анастасия Заворотнюк | Юрий Николаев       | Станислав Попов    | Алла Сигалова       | Владимир Андрюкин | Николай Цискаридзе |                |
| 3     | 16 апреля — 1 июня 2008      | Дарья Сагалова     | Антон Ковалёв        | Анастасия Заворотнюк | Юрий Николаев       | Станислав Попов    | Алла Сигалова       | Владимир Андрюкин | Николай Цискаридзе |                |
| 4     | 15 марта — 7 июня 2009       | Юлия Савичева      | Евгений Папунаишвили | Максим Галкин        | Дарья Златопольская | Станислав Попов    | Алла Сигалова       | Владимир Андрюкин | Николай Цискаридзе |                |
| 5     | 24 января — 25 апреля 2010   | Анастасия Стоцкая  | Алексей Леденёв      | Максим Галкин        | Дарья Златопольская | Станислав Попов    | Алла Сигалова       | Егор Дружинин     | Николай Цискаридзе | Андрей Уваров  |
| 6     | 30 января — 24 апреля 2011   | Татьяна Буланова   | Дмитрий Ляшенко      | Максим Галкин        | Дарья Златопольская | Станислав Попов    | Алла Сигалова       | Егор Дружинин     | Николай Цискаридзе |                |
| 7     | 6 октября — 29 декабря 2012  | Глюк’оZа           | Евгений Папунаишвили | Максим Галкин        | Дарья Златопольская | Елена Чайковская   | Анастасия Волочкова | Егор Дружинин     | Николай Цискаридзе |                |
| 8     | 14 сентября — 30 ноября 2013 | Елена Подкаминская | Андрей Карпов        | Максим Галкин        | Дарья Златопольская | Елена Чайковская   | Владимир Иванов     | Егор Дружинин     | Николай Цискаридзе | Олег Меньшиков |
| 9     | 14 февраля — 28 апреля 2015  | Ирина Пегова       | Андрей Козловский    | Максим Галкин        | Дарья Златопольская | Максим Кожевников  | Ирина Винер         | Сергей Филин      | Елена Самоданова   |                |
| 10    | 7 марта — 24 апреля 2016     | Александра Урсуляк | Денис Тагинцев       | Гарик Мартиросян     | Дарья Златопольская | Владимир Деревянко | Станислав Попов     | Галина Беляева    | Николай Цискаридзе |                |
| 11    | 5 апреля — 31 мая 2020       | Иван Стебунов      | Инна Свечникова      | Андрей Малахов       | Андрей Малахов      | Егор Дружинин      | Дарья Златопольская | Игорь Рудник      | Николай Цискаридзе |                |
| 12    | 17 января — 21 февраля 2021  | Сергей Лазарев     | Екатерина Осипова    | Андрей Малахов       | Андрей Малахов      | Егор Дружинин      | Дарья Златопольская | Игорь Рудник      | Николай Цискаридзе |                |
| 13    | 16 января — 20 марта 2022    | Александра Ревенко | Денис Тагинцев       | Андрей Малахов       | Андрей Малахов      | Егор Дружинин      | Дарья Златопольская | Владимир Варнава  | Николай Цискаридзе |                |

## 1 сезон (2006)

### Жюри
- Председатель: Станислав Попов, президент Русского танцевального союза.
- Владимир Андрюкин, лауреат всесоюзных и международных конкурсов бальных танцев, хореограф, продюсер, художественный руководитель данс-шоу «Звёздный экспресс».
- Валентин Гнеушев, режиссёр-постановщик и хореограф.
- Ирина Винер, главный тренер сборной России по художественной гимнастике.

### Ведущие
- Анастасия Заворотнюк
- Юрий Николаев

### Участники
1. Ведущая программы «Вести» Мария Ситтель и Владислав Бородинов
2. Актёр Антон Макарский и Анастасия Сидоран
3. Певица Наташа Королёва и Евгений Папунаишвили
4. Актриса Елена Яковлева и Александр Литвиненко
5. Актёр Алексей Кравченко и Марина Копылова
6. Корреспондент телеканала «Россия» Вячеслав Грунский и Ярослава Даниленко
7. Актёр Игорь Бочкин и Ирина Остроумова
8. Актриса Лариса Голубкина и Игорь Кондрашов

### Победители
- 1-е место — Мария Ситтель и Владислав Бородинов. В этом ранге они приняли участие в конкурсе Танцевальное Евровидение 2007, где заняли 7-е место.[8].
- 2-е место — Антон Макарский и Анастасия Сидоран.
- 3-е место — Наташа Королёва и Евгений Папунаишвили.

## 2 сезон (2006)

### Жюри
- Председатель: Станислав Попов, президент Русского танцевального союза.
- Владимир Андрюкин, лауреат всесоюзных и международных конкурсов бальных танцев, хореограф, продюсер, художественный руководитель данс-шоу «Звёздный экспресс».
- Николай Цискаридзе, народный артист России, лауреат государственных премий Российской Федерации, лауреат международных конкурсов артистов балета.
- Алла Сигалова, режиссёр-постановщик и хореограф.

### Ведущие
- Юрий Николаев
- Анастасия Заворотнюк

### Участники
1. Актриса Анна Снаткина и Евгений Григоров
2. Актриса Анастасия Мельникова и Денис Каспер
3. Певец Алексей Гоман и Людмила Чегринец
4. Актёр Александр Дедюшко и Лиана Шакурова
5. Телеведущая Оксана Фёдорова и Александр Литвиненко
6. Актёр Александр Пашутин и Светлана Богданова
7. Певец Кирилл Андреев и Марина Копылова
8. Актриса и телеведущая Юлия Меньшова и Ян Гальперин
9. Легкоатлетка Светлана Мастеркова и Сергей Жохов
10. Актёр Александр Олешко и Ирина Марусеева

### Победители
- 1-е место — Анна Снаткина и Евгений Григоров[9].
- 2-е место — Анастасия Мельникова и Денис Каспер
- 3-е место — Алексей Гоман и Людмила Чегринец

## 3 сезон (2008)

### Жюри
- Председатель: Станислав Попов, президент Русского танцевального союза.
- Владимир Андрюкин, лауреат всесоюзных и международных конкурсов бальных танцев, хореограф, продюсер, художественный руководитель данс-шоу «Звёздный экспресс».
- Николай Цискаридзе, народный артист России, лауреат государственных премий Российской Федерации, лауреат международных конкурсов артистов балета.
- Алла Сигалова, режиссёр и хореограф.

### Ведущие
- Юрий Николаев
- Анастасия Заворотнюк

### Участники
1. Актриса Дарья Сагалова и Антон Ковалёв
2. Телеведущая Лера Кудрявцева и Алексей Мазурин
3. Актриса Наталья Громушкина и Пётр Шигин
4. Телеведущая Татьяна Лазарева и Александр Литвиненко
5. Певица Светлана Светикова и Александр Бауров
6. Актриса Алика Смехова и Аркадий Полежаев
7. Модель Агата Хлущевская и Андрей Карпов
8. Певица Ирина Салтыкова и Евгений Папунаишвили
9. Гимнастка Светлана Хоркина и Ян Гальперин
10. Актриса Ирина Климова и Сергей Пожаринский
11. Телеведущая Анфиса Чехова и Эльдар Сайфутдинов
12. Актриса Агния Мищенко и Иван Крылов

### Победители
- 1-е место — Дарья Сагалова и Антон Ковалёв
- 2-е место — Лера Кудрявцева и Алексей Мазурин
- 3-е место — Наталья Громушкина и Петр Шигин

## 4 сезон (2009)
В каждом выпуске сезона выступали Ольга и Сергей Коновальцевы — вице-чемпионы России, многократные финалисты чемпионатов Европы и мира, обладатели Кубка Европы.
По ходу сезона приходилось вносить в состав участников шоу изменения в связи с тем, что несколько отказались сниматься из-за личных причин.

### Жюри
- Председатель: Станислав Попов, президент Русского танцевального союза.
- Николай Цискаридзе, народный артист России, лауреат государственных премий Российской Федерации, лауреат международных конкурсов артистов балета.
- Алла Сигалова, режиссёр и хореограф.
- Ещё два члена жюри — приглашённые знаменитости.

### Ведущие
- Максим Галкин
- Дарья Спиридонова

### Участники
1. Певица Юлия Савичева и Евгений Папунаишвили
2. Актриса Анна Ковальчук и Герман Мажирин
3. Актриса Наталья Бочкарёва и Александр Литвиненко
4. Актёр Сергей Астахов и Светлана Богданова
5. Актёр Кирилл Плетнёв и Екатерина Ваганова / Актёр Юрий Аскаров и Екатерина Ваганова / Актёр Юрий Аскаров и Арина Наумова
6. Актриса Анна Попова и Ян Гальперин
7. Актёр Владимир Епифанцев и Анастасия Новожилова
8. Певец Ираклий Пирцхалава и Инна Свечникова
9. Актриса Елена Воробей и Кирилл Никитин
10. Телеведущая Анастасия Чернобровина и Денис Каспер
11. Актриса Елена Захарова и Дмитрий Черныш
12. Актёр Александр Суворов и Арина Наумова
13. Актёр Кирилл Плетнёв и Дарья Резникова (пара введена после смены Кириллом партнёрши)

### Победители
- 1-е место — Юля Савичева и Евгений Папунаишвили
- 2-е место — Анна Ковальчук и Герман Мажирин
- 3-е место — Наталья Бочкарёва и Александр Литвиненко

## 5 сезон (2010)

### Жюри
- Председатель: Станислав Попов, президент Русского танцевального союза.
- Николай Цискаридзе, народный артист России, лауреат государственных премий Российской Федерации, лауреат международных конкурсов артистов балета.
- Алла Сигалова, режиссёр и хореограф.
- Ещё два члена жюри — приглашённые знаменитости.

### Ведущие
- Максим Галкин
- Дарья Спиридонова

### Участники
18 пар разбиты на две «сборные» — женскую и мужскую.
- Участники женской сборной:

1. Певица Анастасия Стоцкая и Евгений Малышко
2. Телеведущая Ксения Собчак и Евгений Папунаишвили
3. Актриса Юлия Зимина и Николай Пантюхин
4. Певица Надежда Ручка и Эльдар Сайфутдинов
5. Радиоведущая Софико Шеварднадзе и Денис Каспер
6. Телеведущая Татьяна Пушкина и Алексей Кутушков
7. Гимнастка Ляйсан Утяшева и Алексей Мазурин
8. Актриса Мария Сёмкина и Андрей Карпов
9. Певица Наталья Подольская и Глеб Горшков

- Участники мужской сборной:

1. Дзюдоист Алексей Леденёв и Дарья Резникова
2. Актёр Максим Щёголев и Кристина Асмаловская
3. Актёр Александр Пашков и Арина Наумова
4. Актёр Иван Оганесян и Инна Свечникова
5. Актёр Антон Хабаров и Екатерина Трофимова
6. Актёр Анатолий Журавлёв и Ольга Бакушина
7. Актёр Александр Невский и Оксана Сидоренко
8. Актёр Эдуард Флёров и Светлана Богданова
9. Актёр Максим Коновалов и Екатерина Осипова

- Пары после объединения мужской и женской сборных:

1. Певица Анастасия Стоцкая и дзюдоист Алексей Леденёв
2. Телеведущая Ксения Собчак и актёр Максим Щёголев
3. Актриса Юлия Зимина и актёр Александр Пашков
4. Радиоведущая Софико Шеварднадзе и актёр Иван Оганесян
5. Певица Надежда Ручка и актёр Антон Хабаров
6. Телеведущая Татьяна Пушкина и актёр Анатолий Журавлев

### Победители
- 1-е место — Анастасия Стоцкая и Алексей Леденёв
- 2-е место — Ксения Собчак и Максим Щёголев
- 3-е место — Юлия Зимина и Александр Пашков

## 6 сезон (2011)
В этом сезоне участники учились танцевать бальные танцы.
Профессиональных танцоров в шоу теперь нет. Именно поэтому, в отличие от предыдущих сезонов, члены жюри опекали несколько пар.

### Жюри
- Председатель: Станислав Попов, президент Русского танцевального союза.
- Николай Цискаридзе, народный артист России, лауреат государственных премий РФ, лауреат международных конкурсов артистов балета. С 20 февраля Андрей Уваров.
- Алла Сигалова, режиссёр и хореограф.
- Егор Дружинин, актёр, режиссёр и хореограф.
- Приглашенный гость.

### Ведущие
- Максим Галкин
- Дарья Спиридонова

### Главный хореограф
- Дмитрий Дикусар[13]

### Участники
1. Певица Татьяна Буланова и лыжник Дмитрий Ляшенко
2. Певица Корнелия Манго и миротворец Алексей Иванов
3. Певица Альбина Джанабаева и шоумен Андрей Фомин
4. Актёр Александр Головин и телеведущая Ксения Бородина
5. Актёр Борис Смолкин и ГИБДДшник Светлана Лакшевич
6. Певица Диана Гурцкая и эколог Сергей Балашев
7. Певица Алена Свиридова и тяжелоатлет Дмитрий Клоков
8. Телеведущая Ирина Муромцева и силач Брюс Хлебников
9. Актёр Дмитрий Мазуров и гимнастка Анна Гавриленко
10. Актёр Михаил Мамаев и актриса Ирина Антоненко
11. Актёр Артем Михалков и певица Вика Крутая
12. Телеведущая Сати Спивакова и актёр Мухтар Гусенгаджиев. Сати Спивакова впоследствии была заменена актрисой Анной Якуниной.
13. Актёр Даниил Белых и теннисистка Анастасия Мыскина
14. Актёр Егор Пазенко и модель Елена Кулецкая
15. Телеведущий Александр Пряников и учитель Анна Калинина
16. Актёр Александр Самойленко и онкогинеколог Анна Бабкина

### Победители
- 1-е место — Татьяна Буланова и Дмитрий Ляшенко
- 2-е место — Корнелия Манго и Алексей Иванов
- 3-е место — Альбина Джанабаева и Андрей Фомин

## 7 сезон (2012)
В этом сезоне участники снова танцевали с профессиональными танцорами. В отличие от предыдущих сезонов, приглашённого члена жюри нет.

### Жюри
- Анастасия Волочкова, артистка балета.
- Егор Дружинин, актёр, режиссёр и хореограф.
- Председатель: Елена Чайковская, тренер по фигурному катанию.
- Николай Цискаридзе, народный артист России, лауреат государственных премий РФ, лауреат международных конкурсов артистов балета.

### Ведущие
- Максим Галкин
- Дарья Спиридонова

### Главный хореограф
- Родион Барышев[14]

### Приглашённые гости
- Карен Шахназаров
- Павел Чухрай
- Павел Лунгин
- Геннадий Хазанов
- Сергей Урсуляк
- Валерий Тодоровский

### Участники
1. Певица Наташа Ионова (Глюк’oZa) и Евгений Папунаишвили
2. Ведущая программы «Вести» Марина Ким и Александр Литвиненко
3. Актёр Марат Башаров и Кристина Асмаловская
4. Телеведущий Сергей Агапкин и Екатерина Осипова
5. Телеведущая Ольга Бузова и Андрей Карпов
6. Актриса Кристина Асмус и Артем Лялин
7. Телеведущая Ангелина Вовк и Олег Вечкасов
8. Актёр Павел Прилучный и Ксения Дмитриева
9. Легкоатлетка Ксения Вдовина и Дмитрий Накостенко
10. Актёр Владимир Литвинов и Елена Успенская
11. Актёр Анатолий Пашинин и Ксения Путько
12. Актёр Виктор Бычков и Светлана Богданова

### Победители
- 1-е место — Наташа Ионова (Глюк’oZa) и Евгений Папунаишвили
- 2-е место — Марина Ким и Александр Литвиненко
- 3-е место — Марат Башаров и Кристина Асмаловская

## 8 сезон (2013)

### Жюри
- Председатель: Олег Меньшиков, актёр, театральный педагог.
- Владимир Иванов, хореограф.
- Егор Дружинин, актёр, режиссёр и хореограф.
- Елена Чайковская, тренер по фигурному катанию.
- Николай Цискаридзе, народный артист России, лауреат государственных премий РФ, лауреат международных конкурсов артистов балета.

### Ведущие
- Максим Галкин
- Дарья Спиридонова

### Главный хореограф
- Родион Барышев[15]

### Приглашённые гости
- Сергей Соловьёв
- Владимир Меньшов
- Карен Шахназаров
- Александр Ширвиндт
- Сергей Урсуляк
- Владимир Хотиненко
- Александр Роднянский
- Андрис Лиепа
- Тимур Бекмамбетов
- Павел Чухрай

### Участники
1. Актриса Елена Подкаминская и Андрей Карпов
2. Телеведущая Алена Водонаева и Евгений Папунаишвили
3. Актриса Анастасия Меньшикова и Дмитрий Ташкин
4. Актёр Сергей Писаренко и Виктория Задорожная
5. Актёр Сергей Барышев и Юлия Винар
6. Гимнастка Ульяна Донскова и Артём Лялин
7. Актёр Виталий Гогунский и Екатерина Осипова
8. Актриса Ольга Прокофьева и Александр Ковшаров
9. Модель Данила Поляков и Алла Анастасьева
10. Певец Стас Костюшкин и Анна Гудыно
11. Телеведущая Ирина Шадрина и Александр Логинов
12. Актриса Анна Терехова и Юрий Кремнёв
13. Журналист Виктор Набутов и Мария Смольникова

### Победители
- 1-е место — Елена Подкаминская и Андрей Карпов
- 2-е место — Алена Водонаева и Евгений Папунаишвили
- 3-е место — Анастасия Меньшикова и Дмитрий Ташкин

## 9 сезон (2015)
Отличительная особенность сезона: все 14 звёздных участников — женщины. Средства, полученные от SMS-голосования телезрителей, отправились в благотворительные фонды «Галчонок», «Подари жизнь», «Старость в радость», «Вера» и другие.

### Жюри
- Максим Кожевников, танцор, многократный чемпион мира и США среди профессионалов по латиноамериканской шоу-программе.
- Ирина Винер-Усманова, главный тренер сборной России по художественной гимнастике. Часто отсутствовала.
- Председатель: Сергей Филин, артист балета.
- Елена Самоданова, судья международной категории, актриса, хореограф, участница аналогичных шоу на Западе.
- Приглашённый гость.

### Ведущие
- Максим Галкин
- Дарья Златопольская

### Главный хореограф
- Алла Сигалова

### Приглашённые гости
- Никита Михалков (1 и 11 выпуски)
- Авангард Леонтьев (2 выпуск)
- Илзе Лиепа (2, 5 и 11 выпуски, заменяла Ирину Винер-Усманову)
- Павел Лунгин (3 выпуск)
- Вениамин Смехов (4 выпуск, заменял Ирину Винер-Усманову)
- Валерий Тодоровский (4 выпуск)
- Константин Хабенский (5 выпуск, заменял Максима Кожевникова)
- Сергей Маковецкий (5 выпуск)
- Юрий Антонов (6 выпуск, заменял Ирину Винер-Усманову)
- Фёдор Бондарчук (6 выпуск)
- Андрис Лиепа (7 выпуск, заменял Ирину Винер-Усманову)
- Евгений Миронов (7 выпуск)
- Егор Кончаловский (8 выпуск)
- Людмила Максакова (9 выпуск, заменяла Ирину Винер-Усманову)
- Виктор Дробыш (9 выпуск)
- Сергей Соловьёв (10 выпуск)

### Участники
1. Актриса Ирина Пегова и Андрей Козловский
2. Фигуристка Аделина Сотникова и Глеб Савченко
3. Актриса Светлана Иванова и Евгений Папунаишвили
4. Актриса Ксения Алфёрова и Денис Тагинцев
5. Актриса Агния Дитковските и Евгений Раев
6. Актриса Екатерина Волкова и Михаил Щепкин
7. Актриса Любовь Толкалина и Вадим Любушкин
8. Режиссёр Валерия Гай Германика и Максим Петров
9. Модель Екатерина Жаркова и Виталий Сурма
10. Певица Севара и Александр Набиуллин
11. Актриса Мария Голубкина и Леонид Бурло
12. Певица Слава и Алексей Балаш
13. Певица Татьяна Овсиенко и Евгений Кузин
14. Певица Юлия Волкова и Андрей Карпов

### Победители
- 1-е место — Ирина Пегова и Андрей Козловский[18]
- 2-е место и приз зрительских симпатий — Аделина Сотникова и Глеб Савченко
- 3-е место — Светлана Иванова и Евгений Папунаишвили

«Танцы/Утро с Максимом Галкиным» — шоу, стартовавшее 21 февраля 2015 года. Программа-приложение к 9 сезону шоу.

## 10 сезон (2016)[20]
Средства, полученные от SMS-голосования телезрителей, отправились в благотворительные фонды «Галчонок», «Подари жизнь», «Старость в радость», «Вера» и другие.

### Жюри
- Председатель: Станислав Попов, танцовщик, президент Русского танцевального союза.
- Николай Цискаридзе, артист балета, народный артист России, лауреат государственных премий Российской Федерации.
- Галина Беляева, актриса театра и кино, артистка балета, заслуженная артистка России, лауреат премии имени Веры Холодной.
- Владимир Деревянко, артист балета, художественный руководитель балетной труппы Флорентийского Teatro Communale.

### Ведущие
- Гарик Мартиросян[22]
- Дарья Златопольская

### Главный хореограф
- Родион Барышев

### Приглашённые гости
- Филипп Киркоров (1-й выпуск)[23]
- Александр Акопов (2-й выпуск)
- Сергей Шакуров (3-й выпуск)
- Мария Ситтель (4-й выпуск)
- Сергей Урсуляк (5-й выпуск)
- Карен Шахназаров (6-й выпуск)
- Владимир Соловьёв (7-й выпуск)
- Алексей Рыбников (8-й выпуск)

### Участники
1. Актриса Александра Урсуляк и Денис Тагинцев
2. Актриса Нелли Уварова и Евгений Раев
3. Актёр Дмитрий Миллер и Екатерина Осипова
4. Актриса Глафира Тарханова и Евгений Папунаишвили
5. Актёр Евгений Ткачук и Инна Свечникова
6. Актёр Александр Петров и Анастасия Антелава
7. Актриса Ирина Безрукова и Максим Петров
8. Спортсменка Юлия Синицына и Василий Деловов
9. Актриса Анастасия Веденская и Андрей Карпов
10. Актриса Екатерина Старшова и Владислав Кожевников
11. Актёр Даниил Спиваковский и Ксения Путько
12. Актриса Алиса Гребенщикова и Михаил Щепкин
13. Актёр Тимур Батрутдинов и Ксения Пожиленкова
14. Актёр Игорь Войнаровский и Юлия Винар
15. Боксёр Джефф Монсон и Мария Смольникова
16. Актриса Алена Яковлева и Виталий Сурма

### Победители
- 1-е место — Александра Урсуляк и Денис Тагинцев
- 2-е место и приз зрительских симпатий — Нелли Уварова и Евгений Раев
- 3-е место — Дмитрий Миллер и Екатерина Осипова

## 11 сезон (2020)

### Жюри
- Егор Дружинин, актёр, режиссёр и хореограф.
- Дарья Златопольская, телеведущая.
- Николай Цискаридзе, народный артист России, лауреат государственных премий Российской Федерации, лауреат международных конкурсов артистов балета.
- Игорь Рудник, хореограф.

### Ведущий
- Андрей Малахов

### Главный хореограф
- Родион Барышев

### Участники
1. Актёр Иван Стебунов и Инна Свечникова
2. Актёр Артём Ткаченко и Валерия Семёнова
3. Актриса и телеведущая Екатерина Варнава и Денис Тагинцев
4. Актриса Мария Порошина и Евгений Раев
5. Актёр Андрей Чернышов и Анна Мельникова[24]
6. Актриса Дарья Мороз и Святослав Герасимов[25]
7. Актёр Андрей Соколов и Екатерина Осипова
8. Актриса Алёна Бабенко и Максим Петров[26]
9. Телеведущая и блогер Мария Ивакова и Евгений Папунаишвили[27]
10. Актёр Александр Молочников и Анастасия Мельникова[28]
11. Актёр Пётр Романов и Мария Смольникова
12. Телеведущая Елена Летучая и Влад Квартин[29]

### Победители
- 1-е место — Иван Стебунов и Инна Свечникова
- 2-е место — Артём Ткаченко и Валерия Семёнова
- 3-е место — Екатерина Варнава и Денис Тагинцев

## 12 сезон (2021)

### Жюри
- Егор Дружинин, актёр, режиссёр и хореограф
- Дарья Златопольская, телеведущая
- Николай Цискаридзе, народный артист России, лауреат государственных премий Российской Федерации, лауреат международных конкурсов артистов балета
- Игорь Рудник, хореограф[30]

### Ведущий
- Андрей Малахов

### Главный хореограф
- Василий Козарь

### Участники
1. Певец Сергей Лазарев и Екатерина Осипова[31]
2. Рэпер Давид Манукян и Дарья Палей
3. Актриса Екатерина Гусева и Евгений Папунаишвили
4. Актриса Катерина Шпица и Михаил Щепкин
5. Актёр Антон Шагин и Ульяна Максимкина
6. Актёр Дмитрий Лысенков и Ольга Николаева[32]
7. Рэпер Александр Степанов и Евгения Толстая[33]
8. Актриса Янина Студилина и Денис Тагинцев
9. Актёр Евгений Морозов и Инна Свечникова
10. Актёр Дмитрий Дюжев и Мария Смольникова[34]
11. Актёр Игорь Миркурбанов и Дарья Шелыганова

### Победители
- 1-е место — Сергей Лазарев и Екатерина Осипова
- 2-е место и приз зрительских симпатий[35] — DAVA и Дарья Палей
- 3-е место — Екатерина Гусева и Евгений Папунаишвили

## 13 сезон (2022)
С 27 февраля по 13 марта программа отсутствовала в сетке вещания из-за политических событий на Украине. 1 марта стало известно, что британская корпорация BBC, отозвала у российских компаний лицензии на их проекты по вышеупомянутой причине. В их число вошёл и формат «Strictly Come Dancing». Как следствие, этот сезон для шоу стал последним, после чего оно было закрыто.
20 марта вместо анонсированного и перенесённого полуфинала состоялся финал.

### Жюри
- Егор Дружинин, актёр, режиссёр и хореограф
- Дарья Златопольская, телеведущая
- Николай Цискаридзе, народный артист России, лауреат государственных премий Российской Федерации, лауреат международных конкурсов артистов балета
- Владимир Варнава, хореограф

### Ведущий
- Андрей Малахов

### Главный хореограф
- Василий Козарь

### Участники
1. Актриса Александра Ревенко и Денис Тагинцев
2. Актёр Анатолий Белый и Инна Свечникова
3. Актриса Мария Миронова и Евгений Папунаишвили
4. Актриса Александра Ребенок и Михаил Щепкин
5. Актёр Дмитрий Харатьян и Ульяна Максимкина
6. Ведущий Владимир Маркони и Евгения Толстая
7. Актриса Марина Зудина и Максим Петров
8. Актриса Ольга Медынич и Руслан Хисамутдинов
9. Актёр Валерий Николаев и Александра Акимова
10. Музыкант Ваня Дмитриенко и Любина Кузнецова

### Победители
- 1-е место — Александра Ревенко и Денис Тагинцев
- 2-е место — Анатолий Белый и Инна Свечникова
- 3-е место — Мария Миронова и Евгений Папунаишвили

## Критика

### Вылет Кристины Асмус и Ольги Бузовой в 7 сезоне
Телезвезда Ольга Бузова в 2012 году покинула шоу с громким скандалом. Причина такого поступка была в том, что одна из участниц, Кристина Асмус, накануне объявила об уходе из проекта по работе.[уточнить] Но по результатам соревнования уйти полагалось паре Бузовой. Таким образом, она не захотела оставаться в проекте после поражения и не появилась на следующей репетиции и эфире. Партнёр её позицию не поддержал. Им засчитали «техническое поражение».

### Вылет Павла Прилучного в 7 сезоне
Пара Ксении Дмитриевой и Павла Прилучного занимала лидирующие позиции благодаря поддержке зрителей, но в середине сезона актёр стал резко отвечать на шутки ведущего Максима Галкина. Далее последовали опоздания, срывы и задержки репетиций и съёмок. Председатель жюри Елена Чайковская была возмущена таким поведением участника и после очередного выступления попросила звезду покинуть шоу. Прилучный не возражал.

### Инцидент с танцем в 10 сезоне
10 апреля 2016 года участники проекта Александр Петров и Анастасия Антелава исполнили танец офицера германского вермахта (оккупанта) и молодой русской женщины, в конце танца женщина погибает (возможно, от выстрела неизвестного снайпера). Идея танца принадлежала Александру Петрову, сюжет истории он позаимствовал из российского кинофильма «Сталинград». Этот номер вызвал неоднозначную реакцию публики и бурное обсуждение в обществе. Осудили танец и в Государственной Думе РФ.
Андрей Фурсов в интервью Георгию  Малинецкому отметил отсутствие какой-либо реакции со стороны высшего руководства страны и непринятия ими мер организационного характера:
И вот эта вот подлость, которая была показана по телевизору [эфир телепередачи «Танцы со звёздами» от 12.04.2016], ну вот я не слышал, чтобы кого-то сняли на телевидении, хотя, я полагаю, что после этого, начальник «Первого канала» должен быть отправлен в отставку или должен сам, по крайней мере, написать такое прошение. Но, тем не менее, этого нет.Андрей Ильич Фурсов
Танец раскритиковал в одной из своих заметок и известный российский тележурналист Владимир Кара-Мурза-старший. Он расценил показанный в эфире государственного телеканала номер как «глупость» и высказался о недопустимости трансляции подобных постановок на телевидении:
Если нет совести, то элементарного рассудка, такта должно было хватить, чтобы догадаться: нельзя в нашей стране показывать такое! Ну и «подарочек», прости Господи, преподнесли ветеранам...Владимир Кара-Мурза-старший

## Факты
- Шоу однажды было спародировано в программе «Большая разница»[47].
- В разное время в шоу могли поучаствовать, например, Максим Аверин[48], Анна Шатилова[49], Борис Корчевников[50], но, по разным причинам, участвовать не смогли.
- С 3 ноября 2024 года на телеканале «ТНТ» выходит схожее шоу «Звёздные танцы», являющаяся вольной интерпретацией формата «Strictly Come Dancing». Данное шоу является спин-оффом шоу «Танцы» и по большей степени повторяет формат «Танцев со звёздами»[51].

## Награды
- В 2006 году передача выиграла премию ТЭФИ в номинации «Развлекательная программа: игра»[52].
- В 2012 году шоу получило премию ТЭФИ в номинации «Оператор телевизионной программы» (Владимир Брежнев).